# Osiny-Kolonia
Osiny-Kolonia [pronunciación en polaco: /ɔˈɕinɨ kɔˈlɔɲa/] es un pueblo ubicado en el distrito administrativo de Gmina Szczerców, dentro delDistrito de Bełchatów, Voivodato de Łódź, en Polonia central. Se encuentra aproximadamente a 9 kilómetros al sureste de Szczerców, a 16 kilómetros al suroeste de Serłchatów, y a 60 kilómetros al sur de la capital regional Łódź.